# Vertumnus

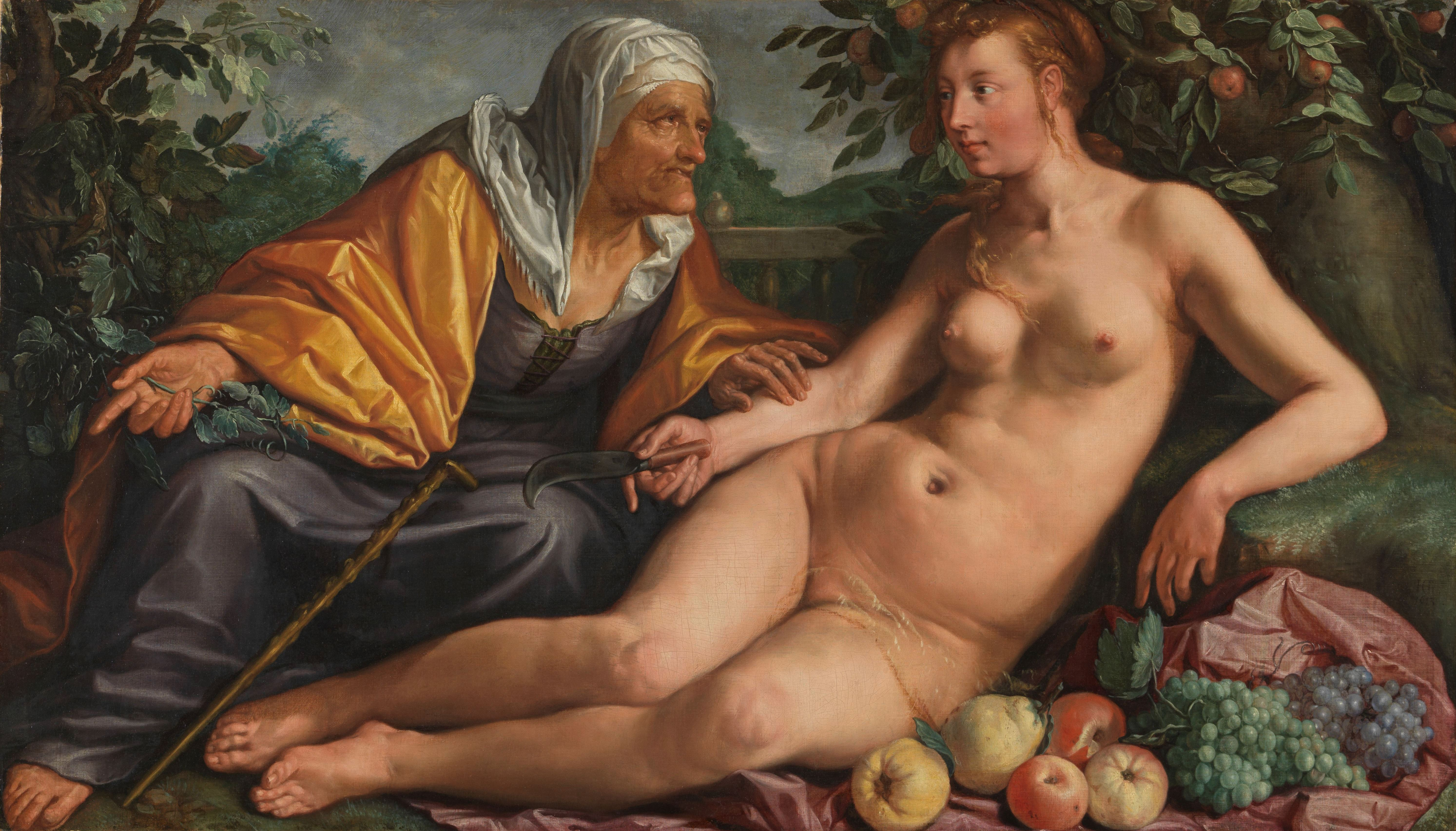
Vertumnus a Pomona, Hendrick Goltzius, r. 1613

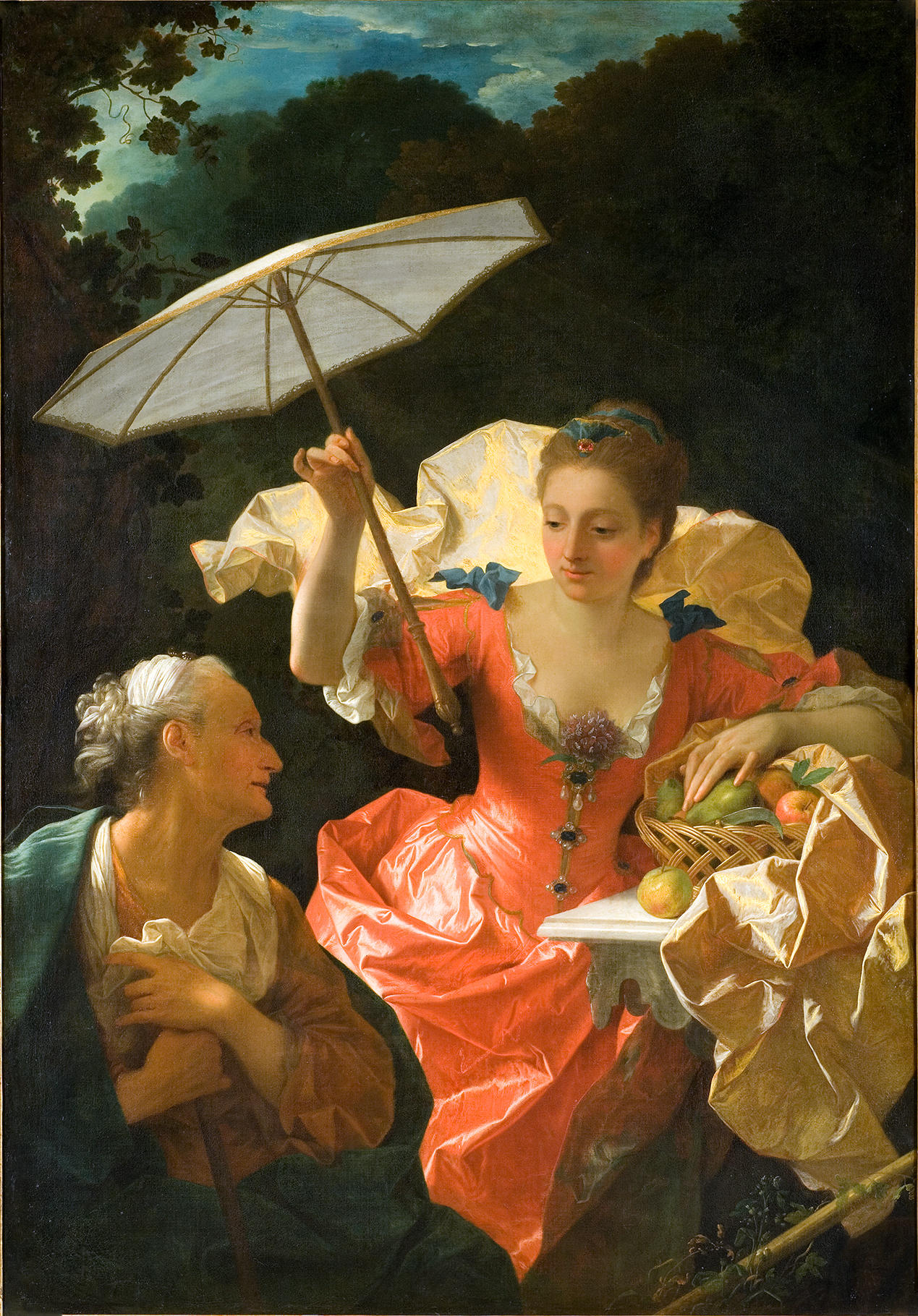
Vertumnus a Pomona, muzeum Montpellier

Obraz Rudolf II. jako Vertumnus od Giuseppe Arcimbolda

V římské mytologii je Vertumnus bohem změny, ročních období, růstu rostlin, zahrad a ovocných rostlin. Může měnit svoji podobu, jak vypráví Ovidius ve svém XIV. svazku díla Proměny (latinsky Metamorphoses). Proměnil se ve starou ženu, aby nalákal, svedl a přemluvil k sňatku krásnou Pomonu, bohyni zahrad a ovocných stromů. Chtěl ji postrašit o nebezpečí odmítnutí milujícího, a tak jí vyprávěl legendu o Ífis a Anaxareté. Ífis se zamiloval do urozené Anaxareté, jež ho nedbala a odmítla. Ífis se z žalu oběsil a Anaxareté byla za trest proměněna v kámen. Pomona se nakonec poddala Vertumnovi dobrovolně.
Jako stará žena je Vertumnus zobrazován na uměleckých obrazech například od Francesca Melzi.
Pověst o Vertumnovi se vyskytuje pouze v latině v Ovidiových Proměnách. Zdá se, že jméno Vertumnus pochází z prastarého latinského slova vertēre znamenajícího "měnit se".
Ovidius vzpomíná na časy (Fasti, vi, June 9 "Vestalia"), kdy Římské fórum bylo ještě rákosnatou bažinou:
Tehdy bůh, zvaný Vertumnus, jehož jméno nabývá mnoha forem,

nebyl ještě takzvaným tím, kdo převrací řeky.
(lat. averso amne)
Vertumnův kult dorazil do Říma okolo roku 300 př. n. l. Na Aventinu mu byl roku 264 př. n. l. postaven chrám.
Elegie Sexta Propertiuse zmiňuje Vertumna (Elegy 4.2.41-46). Odkazuje na sochu, která mu byla vztyčena na Vicus Tuscus a byla zdobena pokaždé jinak v různých ročních obdobích.
Vertumnus je srovnáván s etruským bohem Voltumnem.

## Svátky
Svátek na jeho počest se nazýval Vertumnalia, a slavil se 13. srpna.

## Atributy a symboly
Dokázal se proměňovat do mnoha podob, vždyť je to bůh změny. Přestože je muž, je nejčastěji zobrazován jako stařena, když v zahradě přemlouvá mladou a krásnou Pomonu.

## Výskyt v umění
Vertumnus a Pomona přitahovali evropské sochaře i malíře v době od šestnáctého do osmnáctého století jako příležitost zobrazit kontrast mezi mladou, krásnou dívkou a letitou stařenou. Poskytnul umělcům možnost maskovat erotický podtext, ačkoli Ovidius se v Proměnách zmiňuje o tom, že Vertumnus v podobě stařeny nikdy Pomonu nelíbal.
Oba bohové byli také vetkáni do tapisérie zobrazující cyklus s hlavním námětem „Láska bohů“, z poloviny šestnáctého století. Předpokládaným autorem je Jan Vermeyen. Dnes ji najdete v Muzeu Calouste Gulbenkiana, v Lisabonu.
François Boucher vyprodukoval návrhy pro tkalce tapisérií Maurice Jacquese, který pracoval v gobelínové manufaktuře na tapisériích, které zahrnovaly mimo jiné i Vertumna a Pomonu (1775 – 1778). Na tapisérii najdeme také Jupitera, jak se dvoří Callisto v přestrojení za Dianu. Příklad najdeme v muzeu J. Paul Getty.
Madame de Pompadour, která krásně zpívala a půvabně tancovala, ztvárnila roli Pomony v pastorálii prezentované malému publiku ve Versailles; Jean-Baptiste Lemoyne (1760) odkazuje na tuto událost sochařským rokokovým uměleckým dílem.